# ArabSat 4B
ArabSat 4B (Badr 4) — телекоммуникационный спутник, принадлежащий Арабской организации спутниковой связи Arab Satellite Communications Organizaton (ArabSat). Он предназначается для оказания услуг телефонной связи, цифрового спутникового телевещания и передачи данных в странах Ближнего и Среднего Востока, Северной Африки и Европы.
Изготовитель: EADS Astrium.
Конструкция:
Габариты: (Д х Ш х В) 2,5 x 1,75 x 2,9 (со сложенными антеннами и солнечными батареями).
Полезная нагрузка: 32 транспондера Ku-диапазона с полосой пропускания 36 МГц из которых одновременно могут быть активными только 28.
Расчётная точка стояния — 26° в. д.